# Högtemperatursupraledare

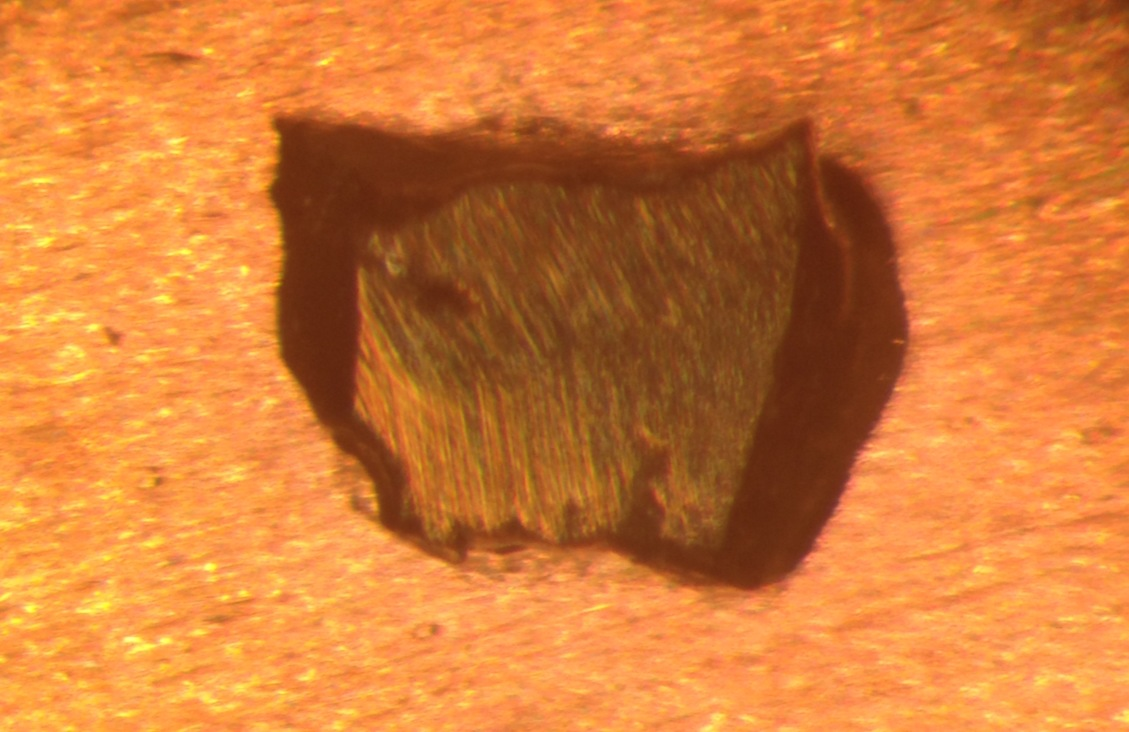
Högtemperatursupraledare (kuprat HgBa_{2}CuO_{4}).

Högtemperatursupraledare är material som är supraledande vid temperaturer över kokpunkten för flytande kväve (−196 °C eller 77 K), den kryogeniska temperatur som är lättast att uppnå, till skillnad mot vanliga supraledare som når detta tillstånd endast om de når temperaturer på ett fåtal kelvin.

## Historik
Termen "högtemperatursupraledare" användes först om gruppen av keramiska kuprat-perovskit-material som J. Georg Bednorz och K. Alexander Müller upptäckte 1986 och som de fick nobelpriset för redan året efter. Upptäckten av högtemperatursupraledaren LBCO, med en kritisk temperatur på 35 K, blev mycket uppmärksammad då det tidigare antagits omöjligt att uppnå supraledning vid såpass "höga" temperaturer.
På sistone har även andra okonventionella supraledare upptäckts. Vissa av dessa har ovanligt höga kritiska temperaturer Tc, och kallas därför även de högtemperatursupraledare, även om rekordet fortfarande innehas av en kuprat-perovskit. (Tc=138 K eller −135 °C, även om något högre övergångstemperaturer uppnåtts under förhöjt tryck). Trots detta anser forskare att om man någon gång kommer att finna material som är supraledande vid rumstemperatur kommer dessa att tillhöra någon annan familj av material.

## Olika typer av högtemperatursupraledare

Fasdiagram för kuprater.

De flesta material med höga kritiska temperaturer är kuprater, som La1,85Ba0,15CuO4, YBCO (yttrium-barium-koppar-oxid) och besläktade ämnen.
Alla kända högtemperatursupraledare är av typ II.
Den atomära strukturen hos samtliga kända högtemperatursupraledande kuprater är likartad. Enhetscellen är alltid tetragonal eller pseudotetragonal (dvs. svagt ortorombisk) och inversionssymmetrisk. Materialen har en lagerstruktur, där atomära plan av olika sammansättning ligger ovanpå varandra likt en pannkakstårta. Alla supraledande kuprater har ett av dessa byggelement gemensamt, nämligen ett koppardioxidplan (ett eller flera CuO2-plan kan finnas per enhetscell). Då detta koppardioxidplan återfinns i samtliga högtemperatursupraledare, är det generellt accepterat bland forskare att det är här den resistansfria elektriska ledningsförmågan finns. Ytterligare ett plan återfinns i samtliga aktuella material, som dock kan variera i kemisk sammansättning, och det är den så kallade "laddningsreservoaren". Sammansättningen på detta kan exempelvis vara BiOx, TlOx eller CuOx. Ett elektronunderskott i laddningsreservoaren balanseras av att ett hål överförs till det supraledande CuO2. På det viset dopas koppardioxidplanen med laddningsbärare. De allra flesta supraledande kuprater är på det viset hålledare (även om exempel på motsatsen, elektronledare, inte helt saknas).
Det som främst skiljer de olika högtemperatursupraledande kupraterna åt är hur många CuO2-plan som finns per enhetscell, och hur laddningsreservoarlagret är sammansatt.

## Pågående forskning
Ett av de stora olösta problemen inom modern fysik är att förstå hur supraledning uppstår i dessa material, vilken mekanism som får elektronerna att forma Cooperpar.
Trots intensiv forskning och lovande idéer har forskarna ännu inte lyckats besvara denna fråga. En anledning till detta är att materialen det är fråga om vanligen har väldigt komplexa strukturer med flera lager (som till exempel BSCCO), vilket gör teoretisk modellering svårt.